# Dorfkirche Lichterfelde (Wische)

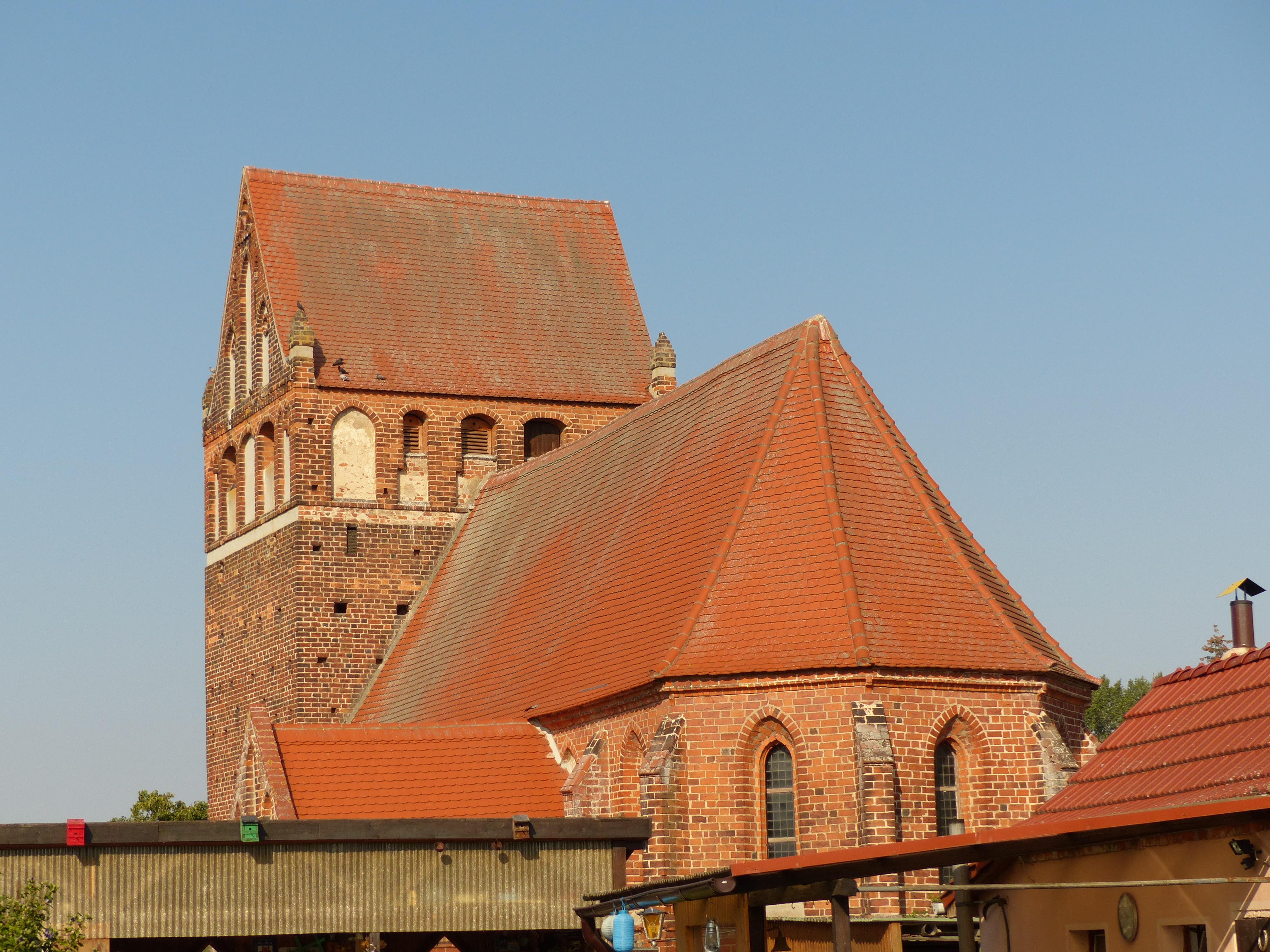
Dorfkirche Lichterfelde (Wische)

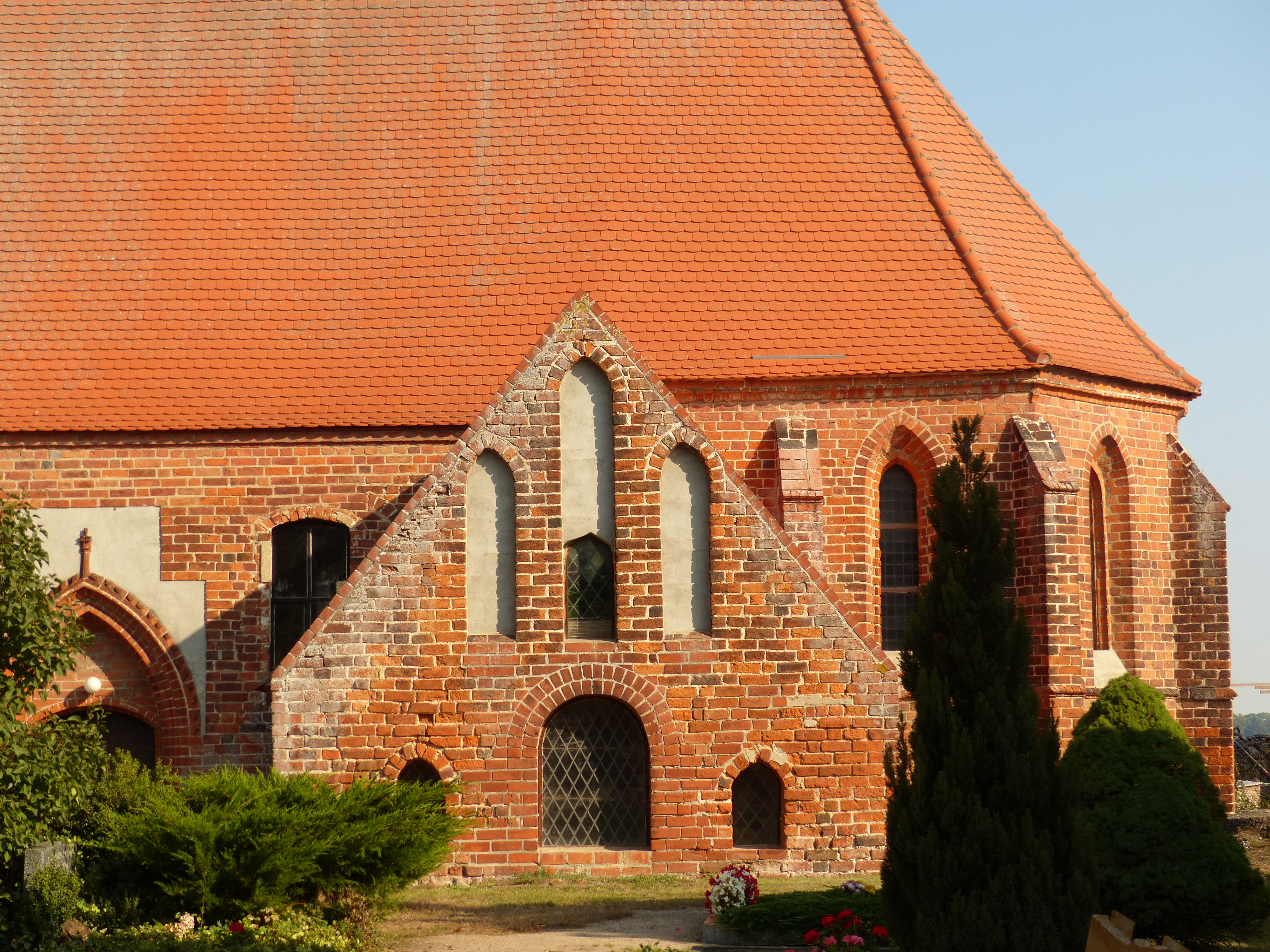
Chor und Sakristei von Süden

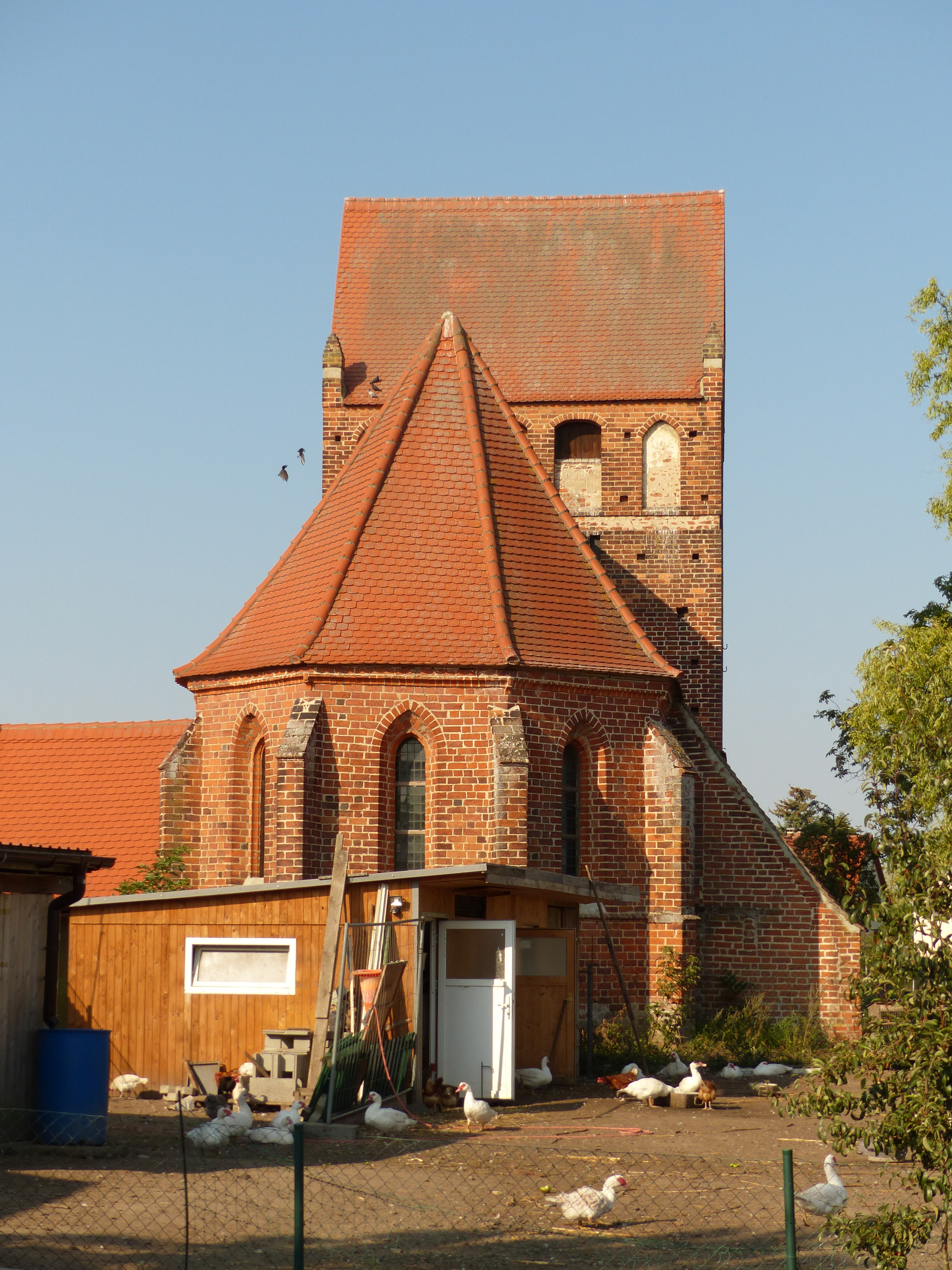
Ansicht von Osten

Die evangelische Dorfkirche Lichterfelde ist eine Saalkirche der Backsteingotik im Ortsteil Lichterfelde der Gemeinde Altmärkische Wische im Landkreis Stendal in Sachsen-Anhalt. Sie gehört zum Pfarrbereich Seehausen im Kirchenkreis Stendal der Evangelischen Kirche in Mitteldeutschland (EKMD).

## Geschichte und Architektur
Die Kirche ist eine ursprünglich aus rechteckigem Saal und eingezogenem Chor mit Fünfachtelschluss bestehendes, sorgfältig in Backsteinverband mit Rüstlöchern ausgeführtes Bauwerk aus der Zeit um das Jahr 1300. Beachtenswert ist das spitzbogige Südportal, das umlaufend von Formsteinen gerahmt und mit Krabben und Fialen geschmückt ist, Die spitzbogigen Fenster wurden teilweise später verändert. Der mächtige Westturm war vermutlich bereits ursprünglich vorgesehen, wurde jedoch erst um das Jahr 1500 ausgeführt; das Glockengeschoss ist mit segmentbogenförmigen Schallöffnungen zwischen Blenden versehen, die beiden Giebel mit ansteigenden spitzbogigen Blenden.
Das Schiff ist flach gedeckt, der Chor mit Rippengewölben ohne Schlussstein abgeschlossen. Eine Restaurierung erfolgte in der Zeit um 1960, wobei im Jahr 1905 aufgedeckte, fragmentarisch erhaltene Wandmalereien wieder übertüncht wurden. Die Westempore ist in Spätrenaissanceformen mit Gemälden der zwölf Apostel aus dem Jahr 1652 gestaltet.

## Ausstattung
Das Hauptstück der Ausstattung ist ein frühbarocker Kanzelaltar vom Ende des 17. Jahrhunderts, dessen weit ausladende Wangen mit Gemälden der Geburt und Kreuzigung Christi versehen sind; sie wurden wie die Bilder am Kanzelkorb im Jahr 1753 ausgeführt; diese zeigen Christus und die Evangelisten.
Die kelchförmige spätgotische Sandsteintaufe stammt aus dem Jahr 1533. Eine Bronzeglocke vom Anfang des 16. Jahrhunderts wurde in den Jahren 1758/1759 repariert. 